# Jonathan Klinsmann
Jonathan Klinsmann (Múnich, Alemania, 8 de abril de 1997) es un futbolista estadounidense. Juega de portero y su equipo es el Cesena F. C. de la Serie B. Es hijo de Jürgen Klinsmann, exfutbolista y exseleccionador alemán, y posee la ciudadanía alemana por nacimiento y estadounidense.

## Trayectoria
Tras formarse como futbolista en el California Golden Bears estadounidense, en 2017 pasó a la disciplina del Hertha Berlín. Allí debutó con el segundo equipo. En esa misma temporada, el 7 de diciembre de 2017 debutó con el primer equipo, haciendo su debut como profesional en un encuentro de la Liga Europa de la UEFA contra el Östersunds FK.
Para la temporada 2019-20 fichó por el F. C. St. Gallen de la Superliga de Suiza. Tras solo un año en el equipo suizo, el 20 de agosto de 2020 se hizo oficial su fichaje por Los Angeles Galaxy. Allí estuvo hasta finales de 2023, momento en el que la franquicia declinó extender su contrato.
El 1 de febrero de 2024 se anunció su incorporación al Cesena F. C. hasta junio de 2026.

## Selección nacional
Formó parte de las selecciones inferiores de Estados Unidos desde 2014. En 2017 fue incluido en el plantel de Estados Unidos sub-20 que ganó el Campeonato Sub-20 de la Concacaf de 2017. Jugó seis encuentros esa edición en que Estados Unidos derrotó a Honduras en la final. Klinsmann fue nombrado mejor portero de la competición. Con esto, su selección se clasificó a la Copa Mundial de Fútbol Sub-20 de 2017 en Corea del Sur. En esta copa, el portero jugó los cinco encuentros de su selección.
El 12 de noviembre de 2018 recibió su primera llamada a la selección adulta de Estados Unidos para los encuentros amistosos contra Inglaterra e Italia, como reemplazo del lesionado Zack Steffen, aunque finalmente no llegó a debutar.

## Estadísticas
Actualizado al último partido disputado el 17 de mayo de 2025.
| Club | Div.          | Temporada     | Liga  | Liga  | Copas nacionales(1) | Copas nacionales(1) | Copas internacionales(2) | Copas internacionales(2) | Total | Total |
| Club | Div.          | Temporada     | Part. | Goles | Part.               | Goles               | Part.                    | Goles                    | Part. | Goles |
| --- | ------------- | ------------- | ----- | ----- | ------------------- | ------------------- | ------------------------ | ------------------------ | ----- | ----- |
| Hertha de Berlín · Alemania                                                                                       | 1.ª           | 2017-18       | 0     | 0     | 0                   | 0                   | 1                        | 0                        | 1     | 0     |
| Hertha de Berlín · Alemania                                                                                       | Total club    | Total club    | 0     | 0     | 0                   | 0                   | 1                        | 0                        | 1     | 0     |
| Hertha de Berlín II · Alemania                                                                                    | 4.ª           | 2017-18       | 10    | 0     | —                   | —                   | —                        | —                        | 10    | 0     |
| Hertha de Berlín II · Alemania                                                                                    | 4.ª           | 2018-19       | 14    | 0     | —                   | —                   | —                        | —                        | 14    | 0     |
| Hertha de Berlín II · Alemania                                                                                    | Total club    | Total club    | 24    | 0     | 0                   | 0                   | 0                        | 0                        | 24    | 0     |
| F. C. St. Gallen · Suiza                                                                                          | 1.ª           | 2019-20       | 0     | 0     | 2                   | 0                   | —                        | —                        | 2     | 0     |
| F. C. St. Gallen · Suiza                                                                                          | Total club    | Total club    | 0     | 0     | 2                   | 0                   | 0                        | 0                        | 2     | 0     |
| Los Angeles Galaxy Estados Unidos                                                                                 | 1.ª           | 2020          | 4     | 0     | ―                   | ―                   | ―                        | ―                        | 4     | 0     |
| Los Angeles Galaxy Estados Unidos                                                                                 | 1.ª           | 2021          | 3     | 0     | ―                   | ―                   | ―                        | ―                        | 3     | 0     |
| Los Angeles Galaxy II Estados Unidos                                                                              | 2.ª           | 2021          | 3     | 0     | ―                   | ―                   | ―                        | ―                        | 3     | 0     |
| Los Angeles Galaxy II Estados Unidos                                                                              | Total club    | Total club    | 3     | 0     | 0                   | 0                   | 0                        | 0                        | 3     | 0     |
| Los Angeles Galaxy Estados Unidos                                                                                 | 1.ª           | 2022          | 0     | 0     | 4                   | 0                   | ―                        | ―                        | 4     | 0     |
| Los Angeles Galaxy Estados Unidos                                                                                 | 1.ª           | 2023          | 10    | 0     | 2                   | 0                   | 0                        | 0                        | 12    | 0     |
| Los Angeles Galaxy Estados Unidos                                                                                 | Total club    | Total club    | 17    | 0     | 6                   | 0                   | 0                        | 0                        | 23    | 0     |
| Cesena F. C. · Italia                                                                                             | 3.ª           | 2023-24       | 1     | 0     | ―                   | ―                   | ―                        | ―                        | 1     | 0     |
| Cesena F. C. · Italia                                                                                             | 2.ª           | 2024-25       | 28    | 0     | 1                   | 0                   | ―                        | ―                        | 29    | 0     |
| Cesena F. C. · Italia                                                                                             | Total club    | Total club    | 29    | 0     | 1                   | 0                   | 0                        | 0                        | 30    | 0     |
| Total carrera | Total carrera | Total carrera | 73    | 0     | 9                   | 0                   | 1                        | 0                        | 83    | 0     |
| (1) Incluye datos de la Copa de Suiza, US Open Cup y Copa Italia. (2) Incluye datos de la Liga Europa de la UEFA. |               |               |       |       |                     |                     |                          |                          |       |       |